# BMW B47
| B47                            | B47                                  |
| ------------------------------ | ------------------------------------ |
|                                |                                      |
| Виробник:                      | BMW                                  |
| Марка:                         | B47                                  |
| Тип:                           | Чотирициліндровий двигун             |
| Робочий об'єм:                 | 2,0 л (1995 куб.см) см3              |
| Максимальна потужність:        | 85–170 кВт (114–228 к.с.) кВт        |
| Максимальний обертовий момент: | 270–500 Н⋅м (199–369 фунт⋅футів) Н·м |
| Конфігурація:                  | Рядний, 4-циліндровий                |
| Циліндрів:                     | 4                                    |
| Клапанів:                      | 16                                   |
| Екологічні норми:              | Euro 6                               |
| Хід поршня:                    | - 90 мм (3,54 дюйма) мм              |
| Діаметр циліндра:              | - 84 мм (3,31 дюйма) мм              |
| Ступінь стиску:                | 16.5:1                               |
| Система живлення:              | прямого впорскування Common Rail     |
| Охолодження:                   | рідинне охолодження                  |
| Газорозподільний механізм:     | DOHC                                 |
| Матеріал блоку циліндрів:      | Алюміній                             |
| Матеріал ГБЦ:                  | Алюміній                             |
| Ресурс:                        | 250 тис. км.                         |
| Тактність (число тактів):      | 4                                    |
| Рекомендоване паливо:          | Дизельне паливо EN 590               |

BMW B47 — чотирициліндровий дизельний двигун із системою живлення загальної рампи виробництва BMW. Він дебютував у 2014 році як наступник попереднього двигуна N47.

## Дизайн
Двигун B47 є частиною модульного сімейства двигунів разом із B38, B48 і B58. B47 відповідає стандарту викидів Euro 6 і має подвійний верхній розподільний вал з 4 клапанами на циліндр і один турбокомпресор; тоді як 165 кВт (221 к. с.) і 170 кВт (228 к. с.) двигуни мають подвійний турбокомпресор. У листопаді 2017 року технічне оновлення (під кодовою назвою B47TÜ1) додало впорскування AdBlue і вищий тиск упорскування. Подвійний турбонаддув для 318d і 320d.

## Моделі
| Двигун | Потужність                         | Крутний момент                             | Роки  |
| ------ | ---------------------------------- | ------------------------------------------ | ----- |
| B47D20 | 85 кВт (114 к. с.) при 4000 об/хв  | 270 Н⋅м (199 фунт⋅фут) при 1250–2750 об/хв | 2015– |
| B47D20 | 110 кВт (148 к. с.) при 4000 об/хв | 320 Н⋅м (236 фунт⋅фут) при 1500–3000 об/хв | 2015– |
| B47D20 | 110 кВт (148 к. с.) при 4000 об/хв | 330 Н⋅м (243 фунт⋅фут) при 1750–2250 об/хв | 2014– |
| B47D20 | 110 кВт (148 к. с.) при 4000 об/хв | 350 Н⋅м (258 фунт⋅фут) при 1500–3000 об/хв | 2014– |
| B47D20 | 110 кВт (148 к. с.) при 4000 об/хв | 360 Н⋅м (266 фунт⋅фут) при 1500–2500 об/хв | 2014– |
| B47D20 | 125 кВт (168 к. с.) при 4000 об/хв | 360 Н⋅м (266 фунт⋅фут) при 1500–2750 об/хв | 2014– |
| B47D20 | 140 кВт (188 к. с.) при 4000 об/хв | 400 Н⋅м (295 фунт⋅фут) при 1750–2500 об/хв | 2014– |
| B47D20 | 151 кВт (202 к. с.) при 4000 об/хв | 430 Н⋅м (317 фунт⋅фут) при 1750–3000 об/хв | 2014– |
| B47D20 | 165 кВт (221 к. с.) при 4400 об/хв | 450 Н⋅м (332 фунт⋅фут) при 1500–3000 об/хв | 2015– |
| B47D20 | 170 кВт (228 к. с.) при 4400 об/хв | 450 Н⋅м (332 фунт⋅фут) при 1500–3000 об/хв | 2015– |
| B47D20 | 170 кВт (228 к. с.) при 4400 об/хв | 500 Н⋅м (369 фунт⋅фут) при 1500–3000 об/хв | 2015– |

### B47D20 (версія 85 кВт)
- 2015–2019 F30/F31 316d

### B47D20 (версія 110 кВт)
- 2014–2016 F10 518d
- 2014–по теперішній час F45 218d Active Tourer
- 2014–по теперішній час F46 218d Gran Tourer
- 2015–тепер F20 118d
- 2015–тепер F22 218d
- 2015–тепер F25 X3 sDrive18d
- 2015–2019 F30/F31/F34 318d
- 2015–тепер F32/F36 418d
- 2015–тепер F48 X1 sDrive18d
- 2015–тепер F54 MINI Cooper D Clubman
- 2017–тепер F39 X2 sDrive18d
- 2017–понині F60 MINI Cooper D Countryman
- 2018–тепер G30 518d
- 2019–тепер G20 318d
- 2019–тепер F40 118d

### B47D20 (версія 120 кВт)
- 2015–тепер F56 MINI Cooper SD
- 2015–2018 F30 320d EfficientDynamics Edition

### B47D20 (версія 140 кВт)
- 2014–2016 F10/F11 520d
- 2014–по теперішній час F26 X4 xDrive20d
- 2014–по теперішній час F45 220d Active Tourer
- 2014–по теперішній час F46 220d Gran Tourer
- 2015–по теперішній час F20 120d/120d xDrive
- 2015–по теперішній час F22/F23 220d
- 2015–по теперішній час F25 X3 sDrive20d/xDrive20d
- 2015–2019 F30/F31/F34 320d
- 2015–тепер F32/F36 420d
- 2015–тепер F48 X1 sDrive20d
- 2015–тепер F54 MINI Cooper SD Clubman
- 2016–тепер G30/G31 520d
- 2017–тепер F39 X2 xDrive20d
- 2017–понині F60 MINI Cooper SD Countryman
- 2017–тепер G01 X3 xDrive20d
- 2018-тепер G02 X4 xDrive20d
- 2018–тепер G32 620d Gran Turismo
- 2019–тепер G20 320d
- 2019–по теперішній час F40 120d xDrive
- 2019–поточний F44 220d Gran Coupé
- 2021-тепер G42 220d

### B47D20 (версія 165 кВт)
- 2015–2019 F20 125d
- 2015–2019 F22 225d
- 2015–2018 F30/F31/F34 325d
- 2016–2020 F32/F33/F36 425d

### B47D20 (версія 170 кВт)
- 2018–тепер G05 X5 xDrive25d
- 2015–2018 F15 X5 sDrive25d/xDrive25d
- 2016–по теперішній час F48 X1 xDrive25d
- 2017–2019 G30/G31 525d
- 2018–по теперішній час F39 X2 xDrive25d